# Альфред Шрабб
Альфред «Альфі» Шрабб (англ. Alfred "Alfie" Shrubb; нар. 12 грудня 1879, Слінфольд, Сассекс, Англія — пом. 23 квітня 1964, Боуманвіль, Онтаріо, Канада) — англійський бігун на середні і довгі дистанції, 28-разовий світовий рекордсмен з легкої атлетики. Він був першим спортсменом, який носив титул «Міжнародний чемпіон», і першим високооплачуваним тренером в Оксфордському університеті.

## Біографія
Альфред Шрабб народився в 1879 році. Він був п'ятою дитиною в родині Вільяма і Гаррієт Шрабб. Біговій талант Альфреда Шрабба вперше проявився під час пожежі, коли він хотів допомогти і прибіг на місце, що відстояло в трьох милях, швидше коней, що тягли пожежну машину.
Під час аматорської кар'єри, що тривала з 1899 до 1905, і професійної кар'єри в 1905–1912 р. р. він виграв 1002 забіги з 1019, в яких брав участь. На піку своєї кар'єри він був практично непереможний на дистанціях до 15 миль, часто змагався проти естафет, щоб змагання було цікавіше. Шрабб був пристрасним бігуном. Описано, що він навіть в день весілля одразу після церемонії вирушив на змагання до Лондона.
Пік його аматорської кар'єри був в 1904 році. З одного боку, йому не пощастило, що Британська федерація легкої атлетики відмовилася від участі в Олімпіаді 1904 в Сент-Луїсі, і шлях до олімпійської слави для нього виявився закритий. З іншого, цього року він зробив сім рекордів світу в один день.
5 листопада в Айброкс Парку в шотландському Глазго на старті забігу на 10 миль зібралися тринадцять бігунів. Шрабб приїхав за тиждень, щоб підготуватися до цієї важливої події.
Він побив рекорд в годинному бігу і по ходу всі аматорські рекорди на дистанціях від шести до одинадцяти миль, і всі професійні рекорди від восьми до одинадцять миль, показавши за годину 11,1137 миль (18,742 км). Його найкращий час на 10 миль був 51.30,4, на 25 секунд гірше світового рекорду. Коли на перших чотирьох милях у нього було 19.50,6 (тільки п'ять місяців тому на цій дистанції він встановив світовий рекорд 19.23,4), ніхто не вірив, що він зможе витримати цей темп. Проте, 24-річний Шрабб не виявляв жодних ознак втоми і пройшов шість миль за 29.59,4. На 18 секунд краще за попередній світовий рекорд; і перша людина на Землі з 30 хвилин. Наступні сім, вісім і дев'ять миль — кожен проміжний результат означав новий світовий рекорд. Далі було ще краще. Коли, після десяти миль, п'ятий світовий рекорд впав, Шрабб вирішив продовжити гонку і атакувати існуючий світовий рекорд з годинному бігу.
У супроводі волинки і під гарячкові схвальні вигуки глядачів, які заповнили ряди попри погану погоду, він значно поліпшив світовий рекорд на одинадцять миль і додав до них ще 1137 ярдів, перш ніж годинник зупинився на 60 хвилинах. У цей момент 20-річний рекорд Волтера Джорджа (18,555 км) став історією. Новий рекорд Альфреда Шрабба склав 18,742 км. Професійний рекорд Гаррі Воткінса (Harry Watkins) 18,878 км, показаний в 1899 році, проте, встояв. 9 років по тому Жан Буен, пробігши 19,021 км, поліпшив обидва рекорди.
Альфред Шрабб десять разів був британським чемпіоном на одну, чотири і десять миль.
Тим не менш, його справжньою любов'ю був крос. У цій дисципліні, він виграв вісім національних і регіональних британських чемпіонатів, а також в 1903—1904 переміг два рази поспіль в Кросі Націй (майбутній Чемпіонат світу з кросу).
Його аматорська кар'єра закінчилася довічної дискваліфікацією, коли він прийняв гроші від спонсорів. Ставши професіоналом, він продовжив свої попередні успіхи. В лютому 1906 в Лондоні він три рази поліпшив світовий рекорд на три милі в приміщенні (14.27, 14.19 і 14.23,4). Після цього він продовжив свою кар'єру в Північній Америці, де викликав неабиякий бум. Крім того, він стартував в Австралії і Новій Зеландії і став першою міжнародною спортивною зіркою, зокрема змагався проти естафет і відомих скакових коней. Найчастіше за все він вигравав.
Він біг десять разів проти великого марафонця Тома Лонгбота, виграв всі дистанції коротше 20 миль і програв усі більш довгі.
З 1908 по 1911 він тренував кросову команду Гарвардського університету в Бостоні, привівши її до перемоги в національній першості. З 1919 по 1928 він працював тренером атлетичного клубу в Оксфордському університеті. Його учні брали участь в Олімпійських іграх в 1920, 1924 і 1928 роках. Серед досягнень його учнів світовий рекорд в естафеті 4x880 ярдів в Пенн Реле і олімпійська перемога Бевіла Радда. Крім того, Шрабб написав дві гучні книги з теорії тренування:
- Running and Cross Country Running. London (Health and Strength Ltd.) 1908/
- Long-Distance Running. Toronto (Imperial News Company) 1909/

У 1928 Альфред переселився до Канади. Він помер в Боуманвілі, Онтаріо, в 1964 році.

## Тренування
Шрабб консультувався у відомих тренерів, але переважно керувався здоровим глуздом. У нього була система тренування: вранці 3 милі повільно, ввечері 2—5 миль з середньою швидкістю, іноді швидко.

## Результати

### Виступи на змаганнях
| Рік  | Змагання   | Місто       | Місце | Дистанція                             | Результат | Дата      |
| ---- | ---------- | ----------- | ----- | ------------------------------------- | --------- | --------- |
| 1903 | Крос Націй | Гамільтон   | I     | 8,5 миль (13,7 км) (особистий залік)  | 46.22,6   | 28.3.1903 |
| 1903 | Крос Націй | Гамільтон   | I     | 8,5 миль (13,7 км) (командний залік)  | 25        |           |
| 1904 | Крос Націй | Сент Геленс | I     | 8,5 миль (13,7 км)) (особистий залік) | 47.58,4   | 26.3.1904 |
| 1904 | Крос Націй | Сент Геленс | I     | 8,5 миль (13,7 км) (командний залік)  | 27        |           |

### Світові рекорди
У своїх рекордних забігах Шрабб не тільки не використовував звичайних сьогодні пейсмейкерів. Зазвичай у нього навіть не було рівних суперників. Це були, скоріше, сольні забіги. Загалом він встановив близько 28 світових рекордів. Частина рекордів офіційно визнана AAA в кінці відповідного сезону, і ІААФ в 1921.

## Пам'ять
Він не забутий і сьогодні:
- Щорічний пробіг музею Альфі Шрабба в Боуманвілі «Alfie Shrubb 8K Classic». На його офіційному відкритті в 2003 році була присутня 89-річна дочка Шрабба Нора Аллін.
- Щорічний Меморіал Альфі Шрабба — крос 5 миль в Слінфольді[en].